# Andrei Ursu
Andrei Ursu (n. 20 decembrie 1929 – d. 15 aprilie 2020) a fost un pedolog moldovean, membru titular al Academiei de Științe a Moldovei.